# Casa do Saber
A Casa do Saber é um ambiente digital de acesso à cultura e ao conhecimento que produz conteúdos, principalmente cursos livres, voltados à divulgação, transmissão e troca de ideias. A proposta da instituição é facilitar o desenvolvimento de repertório e do senso crítico com grandes especialistas em artes, história, filosofia, psicologia e psicanálise, entre outras áreas.
Entre alguns dos professores e convidados estão intelectuais públicos e formadores de opinião atuais, como Clóvis de Barros Filho, Christian Dunker, Franklin Leopoldo e Silva, Gilberto Gil, Luiz Felipe Pondé, Maria Homem, Marilena Chauí, Nilton Bonder, Oswaldo Giacoia Junior, Renato Janine Ribeiro, Scarlett Marton, Thiago Amparo, Vera Iaconelli, entre outros. 
Os conteúdos e cursos principais estão disponíveis na Casa do Saber +, a plataforma de streaming por assinatura lançada em novembro de 2018. Também é possível encontrar os conteúdos da Casa no canal da instituição no YouTube, Instagram e na newsletter semanal Procure Saber.

## Sobre
A Casa do Saber surgiu em 2004, fundada por um grupo composto pelo empresário Jair Ribeiro, a atriz Maria Fernanda Cândido, o advogado Pierre Moreau, a empresária Ana Maria Diniz, o cientista político Luiz Felipe D’Ávila, o publicitário Celso Loducca, o educador Gabriel Chalita e o jornalista Mario Vitor Santos, que foi diretor executivo até março de 2021. O grupo realizava encontros e saraus em casa, com especialistas convidados, até que resolveram transformar a ideia em negócio, mas mantendo o clima aconchegante e prazeroso, criando assim a Casa do Saber, com uma sede em São Paulo.
A partir de 2014, a Casa do Saber começou a realizar transmissões on-line, ao vivo, de cursos realizados presencialmente. Ao longo de sua história, a Casa do Saber recebeu alguns dos principais nomes do universo cultural brasileiro e internacional - pensadores e pensadoras, formadores de opinião, músicos, artistas, políticos e comunicadores. Nomes como Michel Maffesoli, Martha Nussbaum, Ondjaki, Edgar Morin, Agustina Bessa-Luís, Affonso Romano de Sant'anna, Lygia Fagundes Telles, Daniel Piza, Ignácio de Loyola Brandão, José Celso Martinez Corrêa, Ferreira Gullar, Moacyr Scliar, Milton Hatoum, Leandro Karnal, entre outros. Também se colocou como ponto de reflexão sobre a política e a economia brasileira, recebendo presidentes, governadores e prefeitos de diferentes lugares do Brasil, ministros de Estado e representantes de diferentes instituições públicas e privadas.
Hoje a Casa do Saber mantém sua programação de aulas juntamente com um acervo histórico por meio da Casa do Saber +, aplicativo e plataforma de streaming lançado em 2018. A Casa do Saber passou a operar de forma totalmente digital desde março de 2020, momento de realização de uma virada digital em que ocorreu a mudança do conselho e um aumento no número de alunos e usuários do aplicativo, disponível para qualquer lugar do mundo, o que vai ao encontro à missão da instituição de democratizar o acesso ao conhecimento.